# The Pixar Story
The Pixar Story é um documentário dirigido por Leslie Iwerks em 2007 que conta a história da Pixar Animation Studios. O documentário conta com depoimentos da equipe que faz parte do estúdio há anos, além de atores que contribuíram com as vozes dos principais personagens do estúdio; como Tom Hanks (Woody na série Toy Story), Billy Crystal (Mike em Monstros S.A.); dentre outros.

## Enredo
O documentário conta a história desde antes da criação da Pixar e de seus fundadores, até a história de quem deu vida ao estúdio bem à beira da falência no final dos anos 80 por falta de dinheiro e até máquinas para operar os curta-metragens. O documentário também retrata as produções das animações e até da 1° animação feita totalmente por computadores: Toy Story. Além de ser aprofundada na neurose de que cada diretor tem de passar antes de uma animação ser concluída para ser lançada no mercado cinematográfico.

## Lançamento
Até hoje, o documentário nunca foi lançado em DVD nem Blu-Ray no Brasil, mas pode-se vê-lo no canal fechado da HBO. Nos EUA, o documentário foi lançado em um Box com todos os lançamentos da Pixar referentes até o ano de 2007, além de ter sido incluso na versão tripla em DVD e Blu-Ray do filme WALL-E.